# ヘルマン・ヘンセルマン

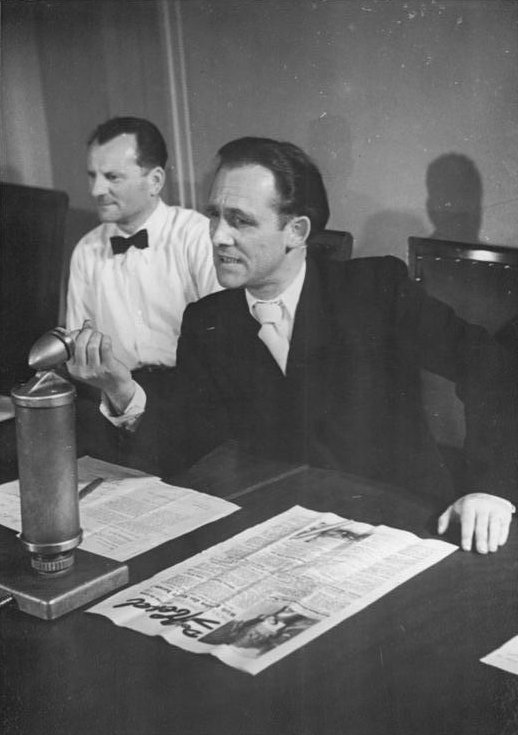
ヘルマン・ヘンセルマン（1949年）

ヘルマン・ヘンセルマン（Hermann Henselmann、1905年2月3日 - 1995年1月19日）は、ドイツの建築家、都市計画家。戦後は旧東ドイツで活動した。 

## 略歴
- 1905年、Roßla生まれ。
- 1919年から、ベルリンで建築を学ぶ
- 1939年から、東部戦線で破壊された街の再建に携わる。工場建築を多く手がける。
- 1945年、共産党に参加する。ワイマール建築学校の校長に就任及び学校再編、ソビエト占領区再編
- 1950年、ヴィヴァーヴィーゼ高層集合住宅設計競技で一等
- 1951年から、スターリンアレー（カール・マルクス・アレー）建設チームのチーフ
- 1953年から、ベルリン中心地区整備計画の責任者
- 1960年、旧東ドイツ全土に関する都市計画総監就任。中心街区最構造化
- 1970年から、後身の育成にあたる

## 代表作
- レマン湖の住宅 1930年
- ベルリン郊外の近代住宅 1933年
- イェーナ大学およびライプツィヒ大学の塔
- アレクサンダー広場テレビ塔